# 340
| [ Edytuj tabelę ] |                                                                      |
| Król Aksum        | - 320 Ezana 360                                                      |
| Władca Guptów     | - 330 Samudragupta 375                                               |
| Władca Korei      | - 331 Kogugwŏn 371                                                   |
| Papież            | - 337 Juliusz I 352                                                  |
| Król Persji       | - 309 Szapur II 379                                                  |
| Cesarz Rzymu      | - 337 Konstancjusz II 361 - 337 Konstans 350 - 337 Konstantyn II 340 |

Rok 340 / CCCXL
stulecia: III wiek ~
IV wiek ~
V wiek

lata: 330 «
335 «
336 «
337 «
338 «
339 «
340
» 341
» 342
» 343
» 344
» 345
» 350

## Wydarzenia
- biskup Eustachy z Sevastia Fontica założył pierwsze hospicjum
- Afryka
  - Św. Frumencjusz przyjął sakrę biskupią od Św. Atanazego - Patriarchy Aleksandrii.
- Europa
  - Walka między synami Konstantyna Wielkiego (bitwa pod Akwileją).
- Pod względem populacji Konstantynopol (populacja 400,000 - 500) wyprzedził Rzym i stał się największym miastem świata (dane szacunkowe).

## Urodzili się
- Ambroży z Mediolanu, biskup Mediolanu, ojciec i doktor Kościoła, święty (data przybliżona)

## Zmarli
- Euzebiusz z Cezarei, pierwszy historyk Kościoła
- Konstantyn II - cesarz rzymski.